# منتزه لولوسار دوديبات الوطني

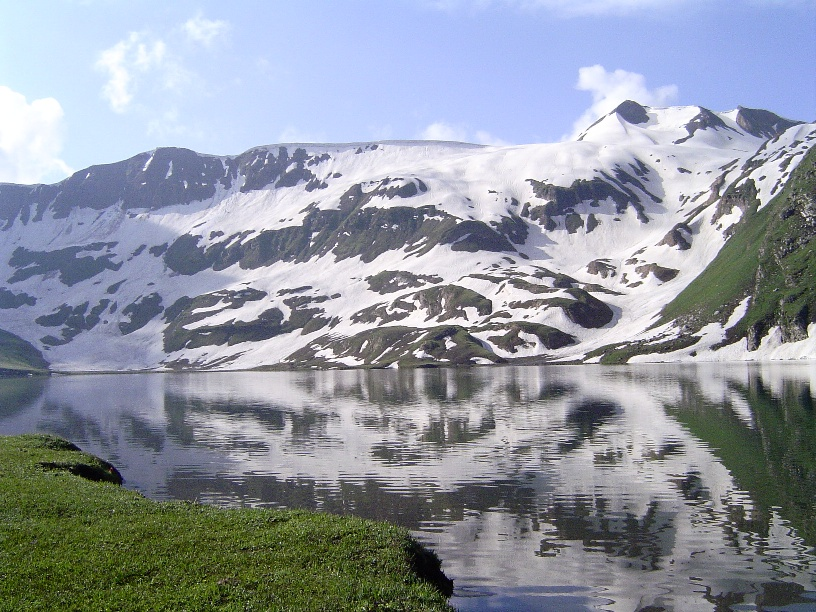
إنعكاسات الصباح على بحيرة دودي بات

بقع منتزه لولوسار دوديبات الوطني في وادي كاغان في منطقة مانسيهرا في خيبر بختونخوا، باكستان. تم إنشاء المنتزه في عام 2003. تتواجد في المنتزه بحيرة دوديبات ذات المناظر الخلابة وبحيرة لولوسار.

## النباتات والحيوانات
تشمل النباتات في المنتزه الأشجار والشجيرات والنباتات المعمرة والأعشاب من الهيمالايا. بعض الحيوانات في المنتزه تشمل النمر الثلجي والدب الأسود والمارموت وابن عرس والوشق وقوقل الهيمالايا والحجل الثلجي. تعتبر البحيرات والأراضي الرطبة في الحديقة ذات أهمية بيئية كبيرة للحيوانات المقيمة والطيور المائية المهاجرة.

## إمكانية الوصول
الطريق يمكن الوصول إليه عن طريق السيارات والدراجات النارية. أدى زلزال كشمير عام 2005 في شمال باكستان إلى زيادة صعوبة الوصول للمتنزه. ومع ذلك، اتخذت الحكومة الباكستانية منذ عام 2006 خطوات لاستعادة السياحة في وادي كاغان، بما في ذلك إعادة البناء والمنشآت السياحية والبنية التحتية الجديدة.

## المنطقة
يقع منتزه سيف الملوك الوطني مع بحيرة سيف الملوك بجوار منتزه لولوسار دوديبات في منطقة وادي كاغان وتحمي المتنزهات معًا مساحة 88000 هكتار (220.000 فدان).